# Karl Abraham
Karl Abraham (Bremen, 3 de maio de 1877 – Berlim, 25de dezembro de 1925) foi um psicanalista alemão, um dos primeiros discípulos de Sigmund Freud, com quem manteve correspondência. Em uma ocasião Freud se referiu a ele como «meu melhor aluno».

## Biografia

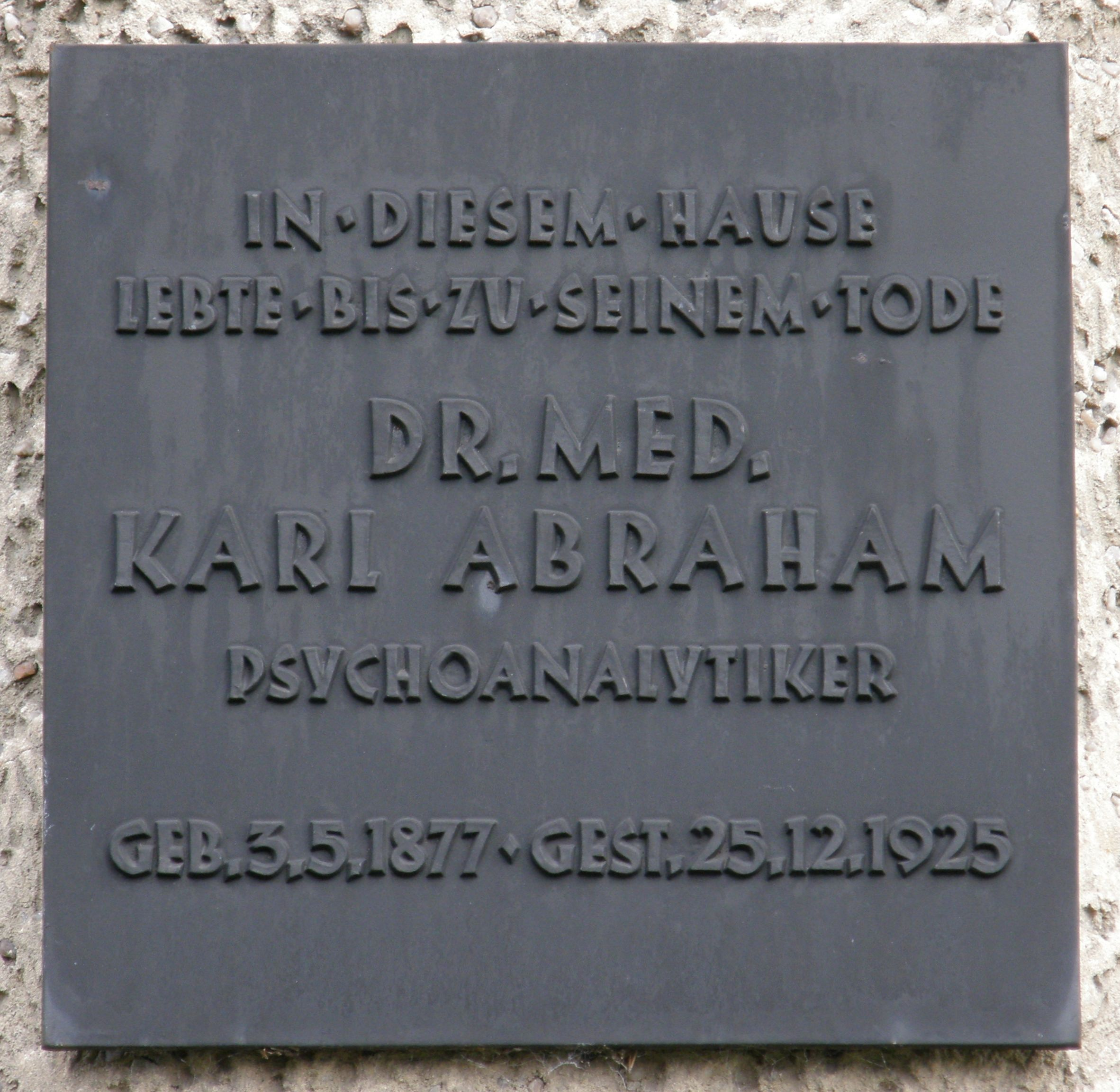
Placa comemorativa na Casa de Abraham, em Grunewald, Berlim.

Abraham, nascido em uma família judia próspera de Bremen, acabou seus estudos de Medicina em 1901 e entrou em contato com a psicanálise em Zurique, através de Carl Gustav Jung. Em 1906 casou-se com Hedwig Bürgner, com quem teve um filho e uma filha; esta última também foi psicanalista e escreveu uma biografia de seu pai: Karl Abraham, biografia inacabada.
Em 1907 instalou-se em Berlim e conheceu Freud, que o incorporou ao grupo de seus colaboradores mais próximos, os que formavam o chamado Comitê dos Sete Anéis (chamado assim porque cada um dos membros recebeu um anel de Freud como símbolo de sua confiança).
Em 1908 fundou a Sociedade Psicanalítica de Berlim, que presidiu até sua morte. Sua iniciativa o transformou no primeiro psicanalista alemão a ter um consultório psicanalítico particular.
No congresso de Munique da Associação Internacional Psicanalítica de 1913, Abraham coordenou a oposição contra Jung, quando este renunciou à presidência da Associação e Abraham foi nomeado presidente provisório. A partir do nono congresso presidiu a instituição durante quinze anos. Durante a Primeira Guerra Mundial, criou uma unidade psiquiátrica na frente oriental e esteve quatro anos a cargo da mesma.
Foi analista de Melanie Klein entre 1924 e 1925, e preparou também outros psicanalistas ingleses. Na Alemanha, atuou como mentor de um influente grupo de analistas, como Karen Horney, Helene Deutsch e Franz Alexander.
Morreu em 25 de dezembro de 1925, aos 48 anos, vítima de uma doença de pulmão.

## Comportamento
Ainda que tenha sido um dos discípulos mais fiéis de Freud, Abraham expressou algumas dúvidas sobre a ideia da pulsão de morte. Seu comportamento otimista lhe fez receber com interesse a oferta de Samuel Goldwyn, que, em 1924, quis produzir um filme sobre a psicanálise, com Freud como assessor. Abraham viu nesta oferta uma ocasião extraordinária para popularizar a psicanálise, mas se chocou com o repúdio indignado de Freud e de outros colegas.

## Contribuição
Como Jung, Géza Róheim e Otto Rank, Abraham tratou de utilizar a teoria psicanalítica para explicar os mitos, lendas e tradições populares. Em sua concepção, "o mito é um fragmento da vida psíquica infantil dos povos, contém (em forma velada) os desejos da infância dos povos" (Abraham 2000: 42).
Colaborou com seu mestre no estudo dos transtornos maníaco-depressivos, aos quais Freud dedicou seu ensaio Luto e melancolia (1917). Revisou a teoria freudiana sobre as etapas do desenvolvimento da criança (oral e anal), propondo dividir cada uma delas em duas fases.
Em sua obra abordou também outros temas, como a oralidade, as psicoses, as neuroses de guerra e o vício em drogas.